# خرائط ناشونال جيوغرافيك
تأسست خرائط ناشونال جيوغرافيك في عام 1915م، وهي قسم مملوك بالكامل لمنظمة ناشيونال جيوغرافيك في قسم الخرائط مسؤول عن إنشاء منتجات رسم خرائط المجتمع، وأيضا خرائط الصفحات في مجلة ناشونال جيوغرافيك، وخرائط السفر، والأطالس، وبرنامج رسم الخرائط، خرائط المشي لمسافات طويلة، والكرة الأرضية، يقع مقرها في إيفرغرين وكولورادو وواشنطن العاصمة.

## روابط خارجية
- مهمة الخرائط ناشونال جيوغرافيك [وصلة مكسورة]

```
ناشيونال جيوغرافيك "نبذة عن المجتمع"

الصفحة الرئيسية لخرائط  ناشونال جيوغرافيك

الصفحة الرئيسية لناشونال جيوغرافيك
```